# Amapá (brazilska savezna država)
Amapá je brazilska država smještena uz atlantsku obalu na sjeveru države. Glavni i najveći grad države je Macapá.

## Zemljopis
Amapá se nalazi na sjeveru Brazila. Na istoku države nalazi se Atlantski ocean, dok je na sjeveru državna granica s Francuskom Gvajanom i Surinamom, susjedna brazilska država je Pará. 

## Povijest
Ugovorom iz Utrechta 1713. utvrđena je granica između Brazila i Francuske Gvajane, ali je Francuzi nisu poštovali. U 18. stoljeću, Francuska kontrolira ovo područje, ovaj spor će se nastaviti do 1900. godine kada je arbitražna komisija u Ženevi dodijelila područje Brazilu.

## Stanovništvo
Prema Brazilskom zavodu za statistiku 2007. godine u državi živi 619.000 stanovnika, dok je gustoća naseljenosti 4,7 stan./km2.
Većina stanovništva živi u urbanim područjima njih 93,7% (2006.), rast stanovništva je 5,7% od 1991. do 2000. 
Većina stanovništva su mulati 69,4% zatim bijelci 24,0% i crnci 6,5% dok je indijanaca i azijata ukupno 1%.

## Vanjske poveznice
- Službena stranica  Arhivirana inačica izvorne stranice od 28. studenoga 2010. (Wayback Machine)